# Konkordija
Konkordija (lat. Concordia), rim. božica, personifikacija sloge. Prikazivana je s rogom obilja u lijevoj i grančicom palme ili masline u desnoj ruci. Njezin gl. hram nalazio se u Rimu uz Forum na obronku Kapitolija (←121). U njemu su se povremeno održavale sjednice Senata. Najstariji hram u Rimu podigao je Furije Kamilo (←367) kao zahvalu za pomirenje patricija i plebejaca. Kult joj je bio ne samo javni, nego i privatni kao zaštitnici obiteljske sloge. Vjerojatno se štovala i prije nego što je postala zaštitnica obitelji za cara Augusta. Na novcu se K. prikazivala kao matrona s velom na glavi. 